# 南港機廠

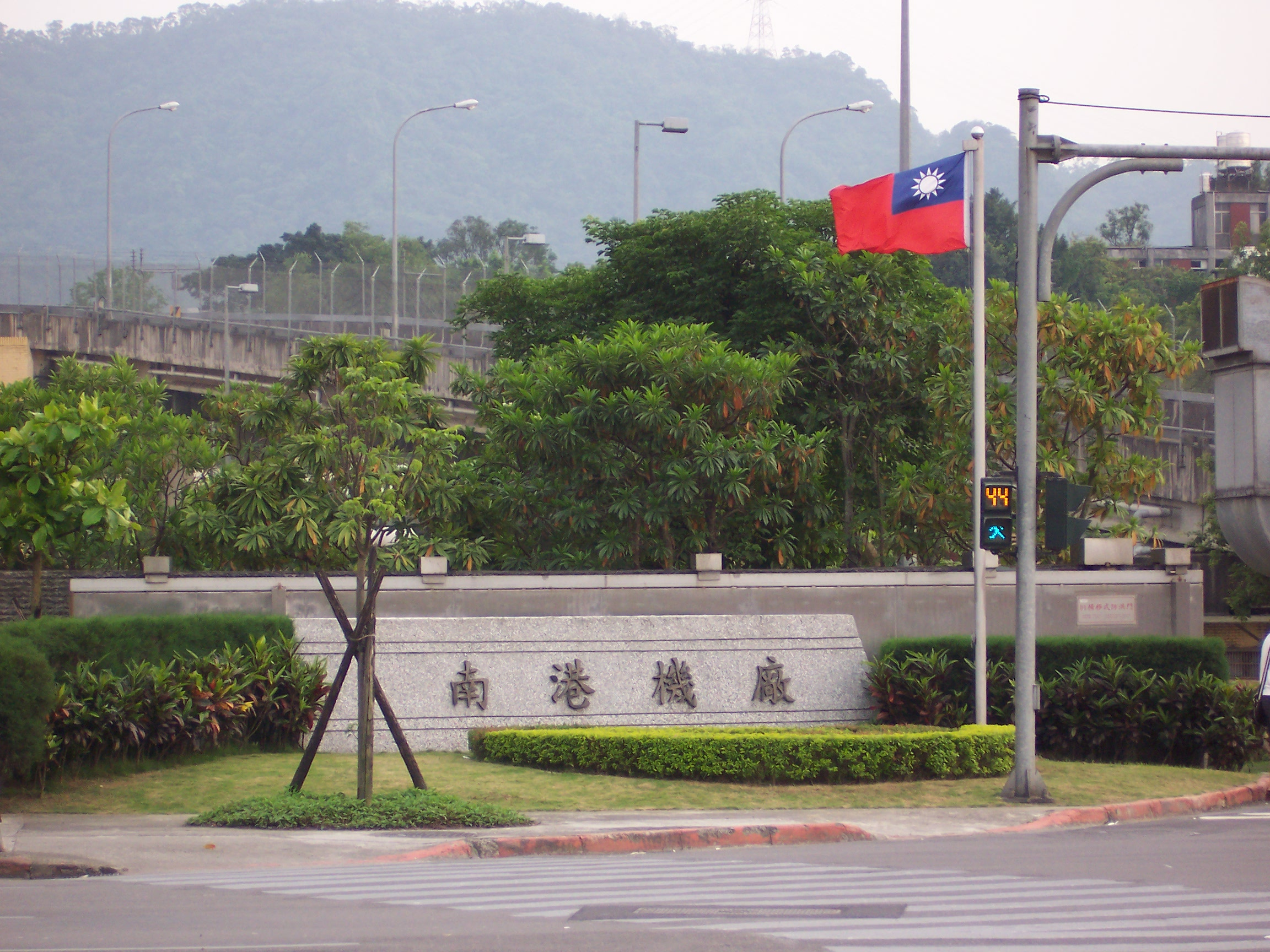
南港機廠

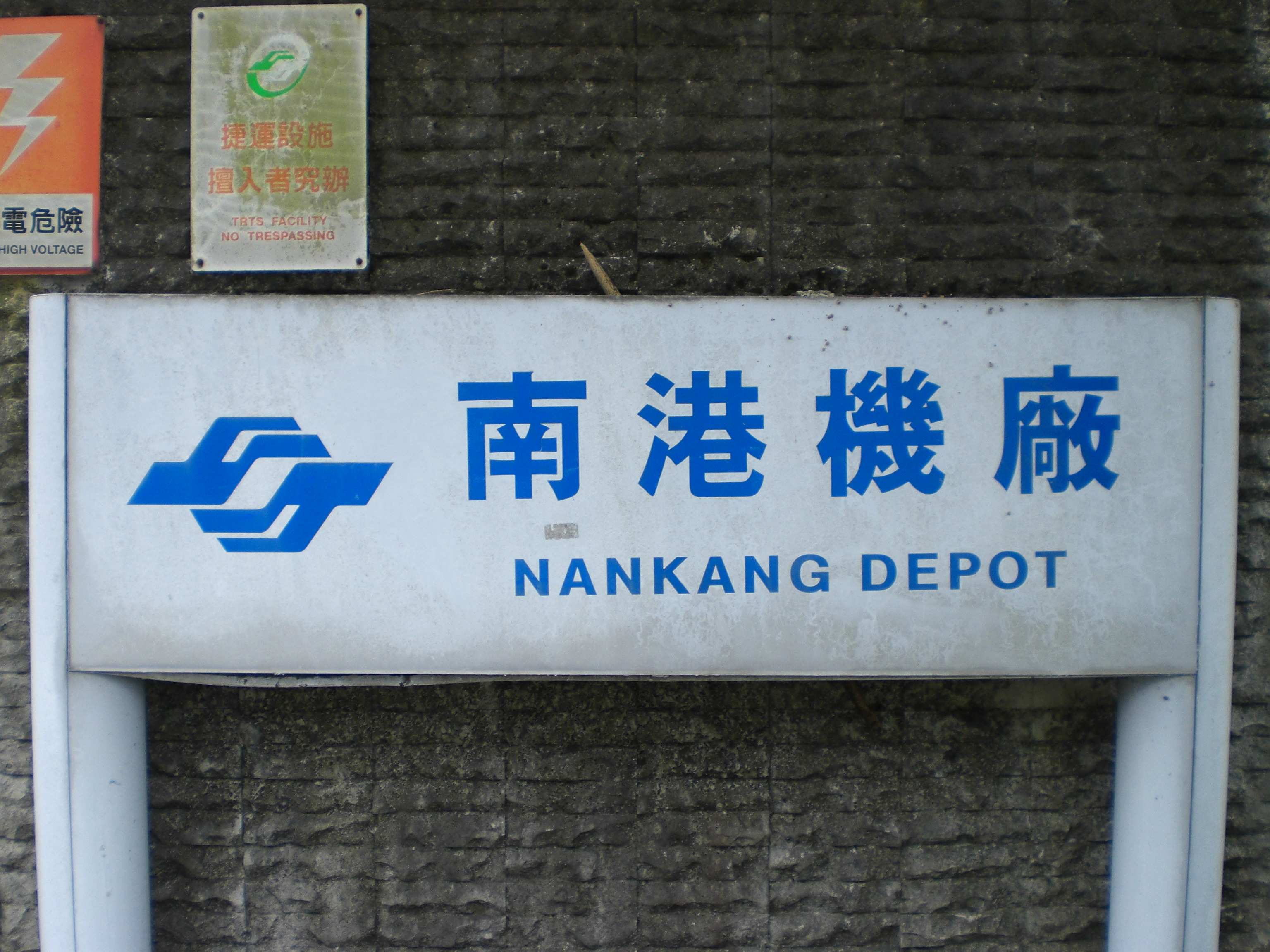
南港機廠大門標示牌

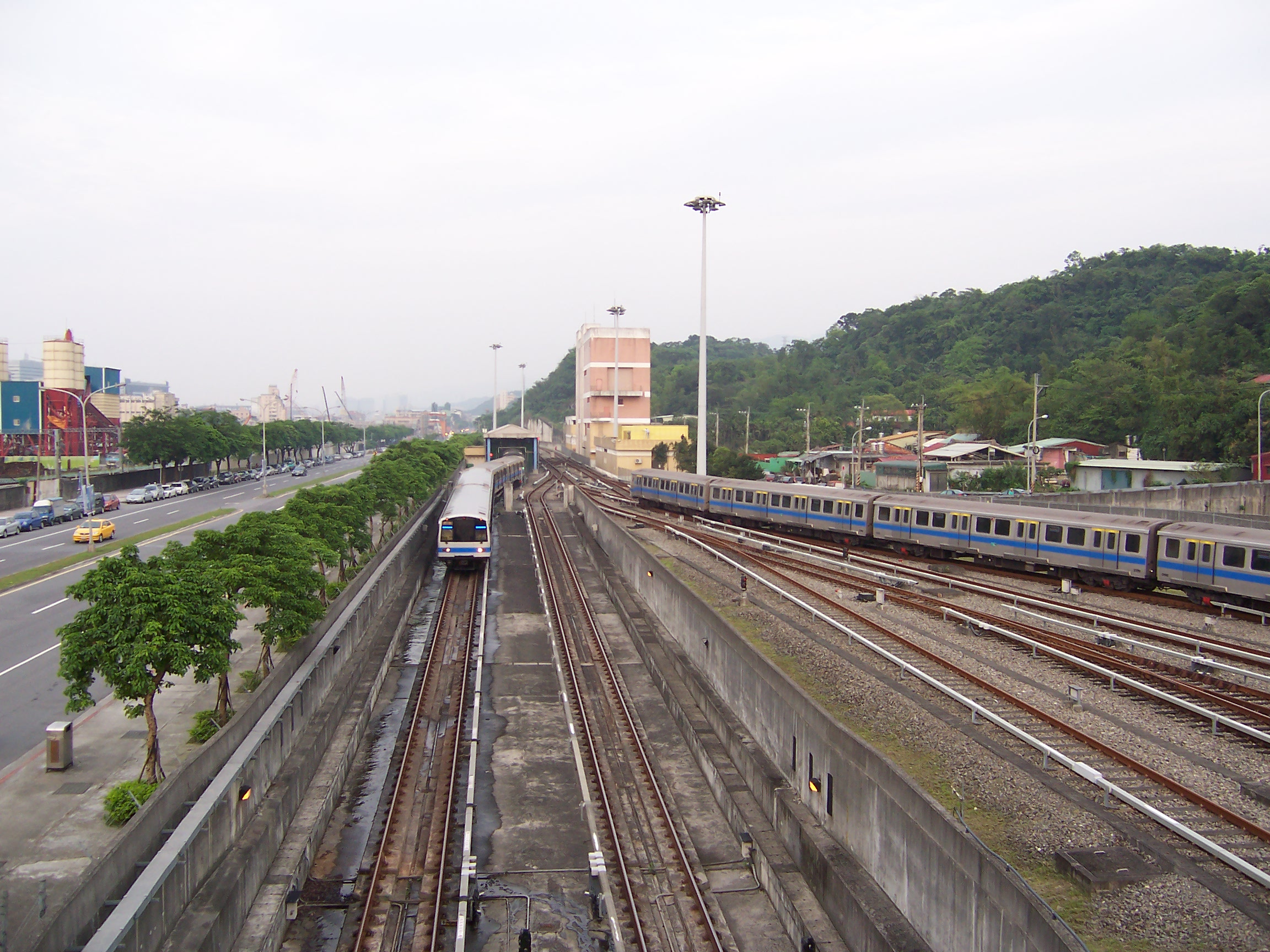
南港機廠一隅。左側列車正從清洗軌轉入正線，右側列車正從駐車廠離開。

南港機廠（英語：Nangang Depot）位於台灣台北市南港區南港車站附近，為台北捷運板南線的機廠。

## 機廠概要
在南港機廠尚未啟用之前，所有板南線的列車均透過維護軌（即小南門線）行駛至淡水信義線北投機廠及松山新店線新店機廠停放，並統一由北投機廠指揮調度。由於此一作法造成北投機廠極大的負荷，因此興建南港機廠，做為板南線自主調度之用。

## 機廠位置與結構
- 地理位置：位於台北市忠孝東路七段以南，向陽路、東新街以東。
- 廠房規模：三級修護廠。
- 主要功能：車輛停駐、清洗、維修、檢查、一般保養等。
- 長度：199公尺。
- 寬度：148公尺。
- 面積：7.8757公頃。
- 廠房分區：駐車廠、電聯車維修廠、辦公室、變電站、電聯車清洗廠、抽水站、警衛室等。
- 軌道設備：
  - 駐車廠：13條停車軌，1條修理用軌。
  - 維修廠：3條檢查軌道。
- 駐車容量：可容納13列車。
  - 測試軌：一條。
- 聯合開發：規畫中，預計共構區興建8棟22層住宅大樓，分構區興建1棟30層商業辦公大樓。

## 歷史
- 2000年8月31日：南港機廠隨著南港線「昆陽－市政府」段完工，正式投入調度。
- 2001年9月17日：因納莉颱風侵台，帶來大量雨水，導致南港機廠遭到洪水淹入，維修站廠開始淹水。不久，洗車軌亦開始淹水，並於數分鐘後沿出土段蔓延至正線，台北捷運公司在圍堵失效後，立刻停止所有列車營運，並將所有高運量列車撤至淡水線高架段。此次風災造成板南線南港機廠及昆陽－西門間所有車站淹水，並暫停營運至少一個月。後為預防「捷運河」再現，針對南港機廠及已經營運各車站施作防洪設施改善工程，未營運或施工中的車站或機廠亦全面檢討防洪設施是否足夠。

## 重要工程
| 標號   | 工程內容                 | 監工單位                           | 承包商                                     | 開工日期      | 竣工日期      | 工程金額 新台幣（元） |
| ------ | ------------------------ | ---------------------------------- | ------------------------------------------ | ------------- | ------------- | --------------------- |
| CN260  | 南港機廠土建工程         | 台北市政府捷運工程局東區工程處     | 中華工程股份有限公司                       | 1993年2月19日 | 1999年7月20日 | 1,750,000,000         |
| CN258D | 南港機廠義捷變電站工程   | 台北市政府捷運工程局東區工程處     | 登基營造事業有限公司                       | 1997年11月1日 | 1999年11月    | 53,999,999            |
| CN334  | 南港機廠水電空調工程     | 台北市政府捷運工程局東區工程處     | 國祥冷凍機械股份有限公司                   | 1994年5月4日  | 2001年4月28日 | 105,600,000           |
| CN260A | 南港機廠廢水處理廠工程   | 台北市政府捷運工程局東區工程處     | 十大環保股份有限公司                       | 1999年4月8日  | 2001年3月30日 | 25,600,000            |
| CN531  | 南港線軌道標             | 台北市政府捷運工程局中區工程處     | 韓國株式會社位道、台灣得盛公司 共同承攬    |               |               | 1,798,000,000         |
| CN332  | 南港線號誌工程           | 台北市政府捷運工程局機電系統工程處 | 美商GRSC                                   |               |               |                       |
| CN333  | 南港線供電工程           | 台北市政府捷運工程局機電系統工程處 | 中興電工機械股份有限公司、捷克ZSP 聯合承攬 | 1994年4月8日  | 2001年6月21日 | 1,716,061,000         |
| CN335  | 南港線通訊工程           | 台北市政府捷運工程局機電系統工程處 | 新加坡E&E公司                              | 1993年3月25日 | 2001年1月14日 | 457,775,000           |
| CN339A | 南港機廠設備工程         | 台北市政府捷運工程局機電系統工程處 |                                            |               |               |                       |
| INUX33 | 南港機廠防洪設施改善工程 | 台北市政府捷運工程局東區工程處     | 中華工程股份有限公司                       | 2002年2月26日 | 2002年7月18日 | 84,075,861            |

- ^ 該標案合併其他標案發標，或南港機廠僅為該標案範圍之一部份，因此開工日期、竣工日期、工程金額僅供參考。